# اوکلند (آرکانزاس)
اوکلند (به انگلیسی: Oakland) یک منطقهٔ مسکونی در ایالات متحده آمریکا است که در شهرستان ماریون، آرکانزاس واقع شده‌است. اوکلند ۳۱۹٫۱۳ متر بالاتر از سطح دریا واقع شده‌است.